# Théâtre le Ciel
Le théâtre le Ciel est un théâtre lyonnais situé au 22 rue du Commandant-Pegout dans le 8e arrondissement. 
Dirigé par Amélia Boyet et Matthieu Loos depuis le 1er janvier 2023, le théâtre le Ciel est une scène européenne pour l'enfance et la jeunesse. Le théâtre, anciennement le NTH8, signifiant Nouveau Théâtre du 8e, créé en 2003, rouvre ses portes au public en septembre 2023 avec une première saison liée à ce nouveau projet artistique. 
Cette nomination fait suite à un appel à projets lancé en octobre 2021 par la Ville de Lyon, la DRAC Auvergne-Rhône-Alpes et la Région Auvergne-Rhône-Alpes, pour désigner le nouvel opérateur qui sera responsable de ce théâtre à partir de septembre 2022. Cet appel à projets a été déclaré infructueux par ces trois partenaires publics, qui ont lancé un nouvel appel à projets différemment formulé, désormais destiné à une direction du lieu en tant scène conventionnée d’intérêt national mention art enfance jeunesse.